# Martin Hersman
Martinus Anthonius Johannes Maria (Martin) Hersman (Sassenheim, 26 februari 1974) is een voormalig Nederlands schaatser. Hij was specialist op de 1500 meter en in iets mindere mate ook op de 1000 meter. In december 2009 stond hij op een 94e positie in de Adelskalender.

## Biografie
De moeder van Hersman komt uit de transportwereld en zijn vader was ruim 30 jaar fysiotherapeut. Hij groeide op in Sassenheim en had naar eigen zeggen ‘een geweldige jeugd’. “Ik had leuke vrienden, en genoot op school omdat ik veel ruimte kreeg om te doen wat ik leuk vond.”
Hersman was internationaal actief tussen 1993 en 1999. De laatste twee seizoenen bij het Sanex-team. Op het WK voor junioren viel hij net naast het podium. Door zijn goede 1500 meter kon Hersman goed meekomen tijdens allround kampioenschappen, maar winnend kon hij ze nooit afsluiten. Daarom waren de WK Afstanden een uitkomst voor hem. Zo kon hij zich ieder jaar meten met 's werelds besten op de middenafstanden. In 2003 zette hij een punt achter zijn professionele schaatsloopbaan.
Sinds 2003 is Hersman bij de NOS sportcommentator bij schaatsevenementen. Ook werkte hij als product manager van onder andere NU bij Sanoma. Tegenwoordig is Hersman werkzaam als prestatiecoach.

## Persoonlijk
Hersman is getrouwd met oud-langebaanschaatser Colette Zee en hebben samen dochter Pien Hersman.

## Persoonlijke records
| Afstand      | Tijd     | Datum            | Baan    |
| ------------ | -------- | ---------------- | ------- |
| 500 meter    | 36,38    | 27 januari 2002  | Calgary |
| 1000 meter   | 1.10,17  | 27 januari 2002  | Calgary |
| 1500 meter   | 1.46,76  | 26 januari 2002  | Calgary |
| 3000 meter   | 3.46,81  | 11 augustus 2002 | Calgary |
| 5000 meter   | 6.31,62  | 28 januari 2002  | Calgary |
| 10.000 meter | 14.01,42 | 7 februari 1999  | Hamar   |

## Resultaten
| Jaar | NK Afstanden                             | NK Allround            | NK Sprint           | EK Allround           | WK Allround          | WK Afstanden     | Olympische Spelen  | Wereldbeker | WK Junioren |
| ---- | ---------------------------------------- | ---------------------- | ------------------- | --------------------- | -------------------- | ---------------- | ------------------ | ----------- | ----------- |
| 1992 | 15e 1000m 13e 1500m                      |                        |                     |                       |                      |                  |                    |             |             |
| 1993 | NS2 500m 6e 1500m 9e 5000m 10e 10.000m   | 6e (4e, 6e, 5e, 8e)    |                     |                       |                      |                  | 4e · (7e, , , 8e)  |             |             |
| 1994 | NS2 500m · 1500m · 6e 5000m · 8e 10.000m | 5e · (5e, 5e, , 6e)    |                     | -                     | -                    | 8e 1500m         |                    |             |             |
| 1995 | 4e 1500m · 5000m · 6e 10.000m            | 4e · (, , 4e, 5e)      |                     | 6e · (6e, 9e, , 8e)   | -                    |                  |                    |             |             |
| 1996 | -                                        | · (, 6e, , 6e)         |                     | · (6e, 4e, , 5e)      | 6e (9e, 4e, 7e, 10e) | 1500m            |                    |             |             |
| 1997 | -                                        | 4e · (, 5e, 5e,6e)     |                     | -                     | -                    | 1000m · 4e 1500m |                    |             |             |
| 1998 | 5e 1000m · 1500m                         |                        | 5e · (5e, 5e, 5e, ) | -                     | -                    | 13e 1000m        | 12e 1000m 6e 1500m |             |             |
| 1999 | 7e 1000m 6e 1500m 7e 5000m               |                        | 6e (9e, 7e, 6e, 6e) | 6e · (, 10e, 5e, 12e) | 7e · (5e, 13e, , 9e) | 18e 1500m        |                    |             |             |
| 2000 | 1000m · 1500m · 5000m                    | DNS3 (12e, 10e, -, -)  |                     |                       |                      |                  |                    |             |             |
| 2001 | 10e 1000m 4e 1500m 6e 5000m              | 9e · (, 10e, 10e, 10e) |                     |                       |                      |                  |                    |             |             |
| 2002 | 7e 500m · 10e 1000m · 1500m              | NC13 · (4e, , , -)     |                     |                       |                      |                  |                    |             |             |
| 2003 | 5e 1000m · 1500m · 8e 5000m              | NC24 (6e, -, -, -)     | 4e · (7e, , 11e, )  |                       |                      |                  |                    |             |             |

- = geen deelname
NC# = niet gekwalificeerd voor laatste afstand, maar wel gerangschikt in eindklassement
NS = niet gestart

### Medaillespiegel
| Kampioenschap          | Goud | Zilver | Brons | Totaal |
| ---------------------- | ---- | ------ | ----- | ------ |
| NK Afstanden           | 2    | 3      | 3     | 8      |
| NK Allround klassement | 0    | 0      | 1     | 1      |
| NK Allround afstanden  | 2    | 3      | 4     | 9      |
| NK Sprint afstanden    | 1    | 1      | 1     | 3      |
| EK Allround klassement | 0    | 0      | 1     | 1      |
| EK Allround afstanden  | 0    | 0      | 3     | 3      |
| WK Afstanden           | 0    | 0      | 2     | 2      |
| WK Allround afstanden  | 0    | 0      | 1     | 1      |

1. ↑  Uit je BOL gaan met.....Martin Hersman.. www.blikoplisse.nl. Gearchiveerd op 2 februari 2023. Geraadpleegd op 2 februari 2023.
2. ↑  Martin Hersman • Lifeguard. Lifeguard. Gearchiveerd op 2 februari 2023. Geraadpleegd op 2 februari 2023.